# هیماچال پرادش
هیماچال پــِرادش (به هندی: हिमाचल प्रदेश) یکی از ایالات شمال غربی کشور هند است.
مرکز این ایالت شهر  شیملا است.
معنی واژگانی نام این ایالت «سرزمین کوه‌های برفی» است. نام این منطقه در قدیم دِوا بومی (به معنی سرزمین خدا) بود.
حضور آریاییان در این منطقه به پیش از دوره ریگ‌ودا می‌رسد.